# جری رافرتی
جرالد رافرتی معروف به جری رافرتی (انگلیسی: Gerry Rafferty؛ ۱۶ آوریل ۱۹۴۷–۴ ژانویه ۲۰۱۱) موسیقی‌دان، خواننده، ترانه‌سرا و تهیه‌کننده موسیقی راک اهل اسکاتلند بود.
وی بین سال‌های ۱۹۶۵ تا ۲۰۱۱ میلادی فعالیت می‌کرد. تک آهنگهای او در اواخر دهه ۱۹۷۰ شامل "خیابان بیکر" (Baker Street)، "خط پایین راست " (Right Down the Line) و "بوف شب" (Night Owl) و همچنین "گیر در وسط با تو" (Stuck in the Middle with You) بود که با گروه Stealers Wheel در سال ۱۹۷۳ ضبط شد.